# 村松康雄
村松康雄（日语：／ Muramatsu Yasuo，1933年4月6日—2024年4月11日）是日本的男聲優，東京都（另一說法是山梨縣）出身，星座牡羊座。從屬於Office薫及創立人。

## 主要演出作品

### 電視動畫
- 世界名作劇場系列
  - 法蘭德斯之犬（漢斯）
  - 紅髮安妮（約翰·薩德勒）
  - 湯姆索耶的冒險（教會的牧師）
  - 阿爾卑斯物語 我的安妮特（站長）
  - 小公主莎拉（教會的老祭司）
  - 愛少女波麗安娜物語（卡爾牧師、查理·艾姆斯）
  - 愛的小婦人物語（佛格森）
  - 我的長腿叔叔（班德爾頓董事長）
  - 崔普一家物語（督察官）
  - 名犬萊西（莫頓）
- 明日之丈（池內教官）
- 動畫三劍客（日语：アニメ三銃士）（曼森）
- 沉默的未知（長官）
- 蜜餡公主（長官）
- 圓桌武士物語 燃燒吧！亞瑟（村長）
- 淘氣神物語 叩囉叩囉波隆（米達斯王）
- 奇天烈大百科（爺爺、部長）
- 機動警察Patlabor（祖父江）
- 機動戰士GUNDAM ZZ（譚德姆）
- 銀河疾風Sasuraiger（尤尼·賽波）
- CLUSTER EDGE（大使）
- 怪怪怪的鬼太郎 第5部（毛羽毛現）
- 攻殼機動隊 S.A.C. 2nd GIG（防衛省長官）
- Golgo 13（帕特萊）
- 秀逗魔導士REVOLUTION（議員C）
- 戰鬥裝甲Xabungle（凱林·卡哥）
- 麵包超人（葫和尚、路卡爺爺）
- 週刊故事樂園（日语：週刊ストーリーランド）（「溫泉旅館殺人事件」（老闆））
- 太陽之牙道格拉姆（尼爾）
- 超時空世紀歐加斯（傑佛瑞·懷德齊拉姆軍總裁）
- 黑豹傳奇（毒魔黨老闆·毒魔大帝）
- 心跳今夜（時鐘）
- 哆啦A夢 (大山羨代版)（野比伸郎（第一代、第二代新畫風）、時空巡邏隊隊長）
- 哆啦A夢 (水田山葵版)（野比伸四郎）
- NINKU -忍空-（聖紫）
- 忍風卡穆伊外傳（日语：カムイ外伝）（百姓、六）※第7話・第22話
- 冒險家（馬契納神父）
- 真知子老師（早七、神主、麻衣平之助（第2代））
- 怪俠索羅利（那霸）
- 魔法小天使（烏菲尼克）
- 漫畫日本史（日语：まんが日本史_(日本テレビ)）（聲音的演出）
- 未來少年柯南（艾伊）
- 名偵探柯南（旗本北郎、土井文男、增尾桂造、匹斯可（枡山憲三）、原良治、遠田芳郎、大門源一郎、裁判長、綿貫辰造、桝田大藏、院長）
- 名偵探福爾摩斯（伯爵、法國人、哈拉斯先生）
- 復活的天空 -RESCUE WINGS-（日语：よみがえる空 -RESCUE WINGS-）（竹中正造）
- 魯邦三世（TV第2系列）（律師（第21話）他）
- 魯邦三世 PartIII（賽西爾·羅斯）
- 魯邦三世 海明威·紙之謎（梅克爾）
- 少女夏綠蒂（日语：若草のシャルロット）（高登）
- 黑色推銷員（丹見一人（第43話、1991年3月12日特別篇））
- ONE PIECE（水之七島湯姆）
- 徹之進（大徳勇校長）
- 七龍珠（村民）
- 福星小子
- 海螺小姐（老人）
- 妙廚老爹（農夫、傳一、西谷工場長）

### OVA
- 機動戰士GUNDAM 0080:口袋裡的戰爭（克莉絲的父親、校長）
- 吸血鬼獵人D（洛曼）
- 怪醫黑傑克（史坦·菲爾德）※KARTE7
- 宇宙战争DALLOS（總領事）

### 劇場版動畫
- 卡姆伊之劍（傑洛尼摩）
- 機動戰士GUNDAM（雷維爾將軍）
- 機動戰士GUNDAMⅡ哀・戰士篇（雷維爾將軍）
- 機動戰士GUNDAMⅢ重逢宇宙篇（雷維爾將軍）
- 機動戰士GUNDAM 逆襲的夏亞（凱賽斯・M・拜亞）
- 蠟筆小新：時空大冒險（麥克）
- 森林大帝（Plus）
- 妖獸都市（社長）

### 遊戲
- 機動戰士GUNDAM 吉廉的野心系列（雷維爾將軍）
- 皇家騎士團2（哈波利姆、拜安、司祭布蘭達）
- 莉莉的鍊金工房（多尼葉校長、妖精的長老）

### 外語配音（電視連續劇）
- 仁心仁術（席伊特）
- 失蹤現場（柯奈基）#19
- All In 真愛賭注（徐勝敦）
- 實習醫生（柴契爾·葛雷）
- 77 Sunset Strip（英语：77 Sunset Strip）
- Thunderbird 6（英语：Thunderbird 6）（錄影帶版）
- 潔西卡阿姨的事件簿（英语：Murder, She Wrote）（西斯）
- 法網裂痕（賴瑞）
- 雙峰 (電視劇)（威爾·海華德）
- 瘋狂的主婦（克洛利神父）
- 飛越比佛利（傑克·麥肯）
- 魔鬼士官長（修斯曹長）
- 歡樂滿屋（馬拉泰斯塔社長）
- 白菲爾（印安丘）
- 大長今（吳兼護）
- 面試時間（英语：Visiting_Hours_(film)）（麥可·艾朗賽德）

### 外語配音（電影）
- Alien 3（安德魯斯）※朝日電視台「星期日西洋片劇場」版
- 約瑟傳說：埃及之謎（雅各）

### 特殊攝影
- 超神三战士（影子男的聲音）

## 外部連結
- （日語）村松康雄官方網站（PDF檔案）

1. ↑   (PDF). Office薰. 2024-04-18  [2024-04-20]. （原始内容存档 (PDF)于2024-04-19） （日语）.